# 羅伯·哈爾福德
羅伯·哈爾福德（英語：Halford (band)，1951年8月25日—），是位英國搖滾／重金屬歌手、詞曲作家與音樂製作人，是葛萊美獎重金屬樂團猶大祭司的主唱。他以具有強大力量的歌劇式唱腔聞名。美國線上音樂資料庫AllMusic表示：「他是重金屬音樂歷史中少見的歌手，其演唱風格有極高的辨識度，一直以來都具有影響力」，並形容他的嗓音「常遊走於低音咆哮、顫音、假音到刺耳的高聲尖叫之間，並且毫不費力的轉換腔調」。他名列搖滾星球電台「史上最偉大的搖滾歌手」第33名、《響度導線》雜誌「50大重金屬搖滾歌手」第4名、VH1頻道「十大歌聲最高亢的重金屬／硬搖滾歌手」第1名。
他在70年代末期革新了重金屬時尚，他的黑色皮革與金屬鉚釘服飾成為一種經典風格，至今仍廣泛影響各類型的音樂人與樂迷的穿著打扮。除了擔任猶大祭司的主唱外，他也參與幾個其他樂團，包括戰鬥、2wo、哈爾福德。1998年，在MTV的採訪中表明自己的同性戀傾向，是重金屬音樂界裡第一個公開同性戀身分的歌手。羅伯因精湛的創作、唱腔、服飾革新與發展貢獻，贏得「金屬之神」的稱號。

## 職業生涯

### 早年
羅伯出生在英國薩頓科爾菲爾德，一個靠近伯明罕的小鎮上。他早年喜歡的歌手包括小理查、貓王、珍妮絲·賈普林和勞勃·普蘭特，他們在專輯中的示範，讓他學會將自己的演唱能力推向極限。羅伯是皇后樂團的超級歌迷，他稱其主唱佛萊迪·墨裘瑞是他的英雄。他早期曾擔任過雅典原木、阿布雷克斯、舍克和廣島等地下樂團的主唱。

### 猶大祭司
1973年5月，羅伯的姊姊正與猶大祭司的貝斯手伊恩·希爾交往，當時猶大祭司面臨財務困難，因此主唱和鼓手退出。他的姊姊便向樂團推薦由他接任主唱。羅伯加入後，也帶來他以前在廣島樂團的成員約翰·辛區接任鼓手。
1974年9月6日，猶大祭司發行首張專輯《搖滾蘿拉》。接下來是1976年的《命運之翼》、1977年的《罪後罪》、1978年的《玷汙的階層》和《殺戮機器》。這時他和樂團成員開始穿著打上鉚釘的皮衣、皮褲、鐵鏈等服飾作為表演的一部分，從此定義了重金屬音樂的服裝標準。1979年發行為首張現場專輯《在東方解放》，獲頒美國唱片業協會白金唱片認證。
1980年4月14日，發行第六張專輯《不列顛鋼片》成為樂團最具突破性的代表作，它登上英國專輯排行榜第4名，銷售量首次突破一百萬張，獲頒白金唱片認證。並獲得AllMusic與About.com的5顆星滿分評價。

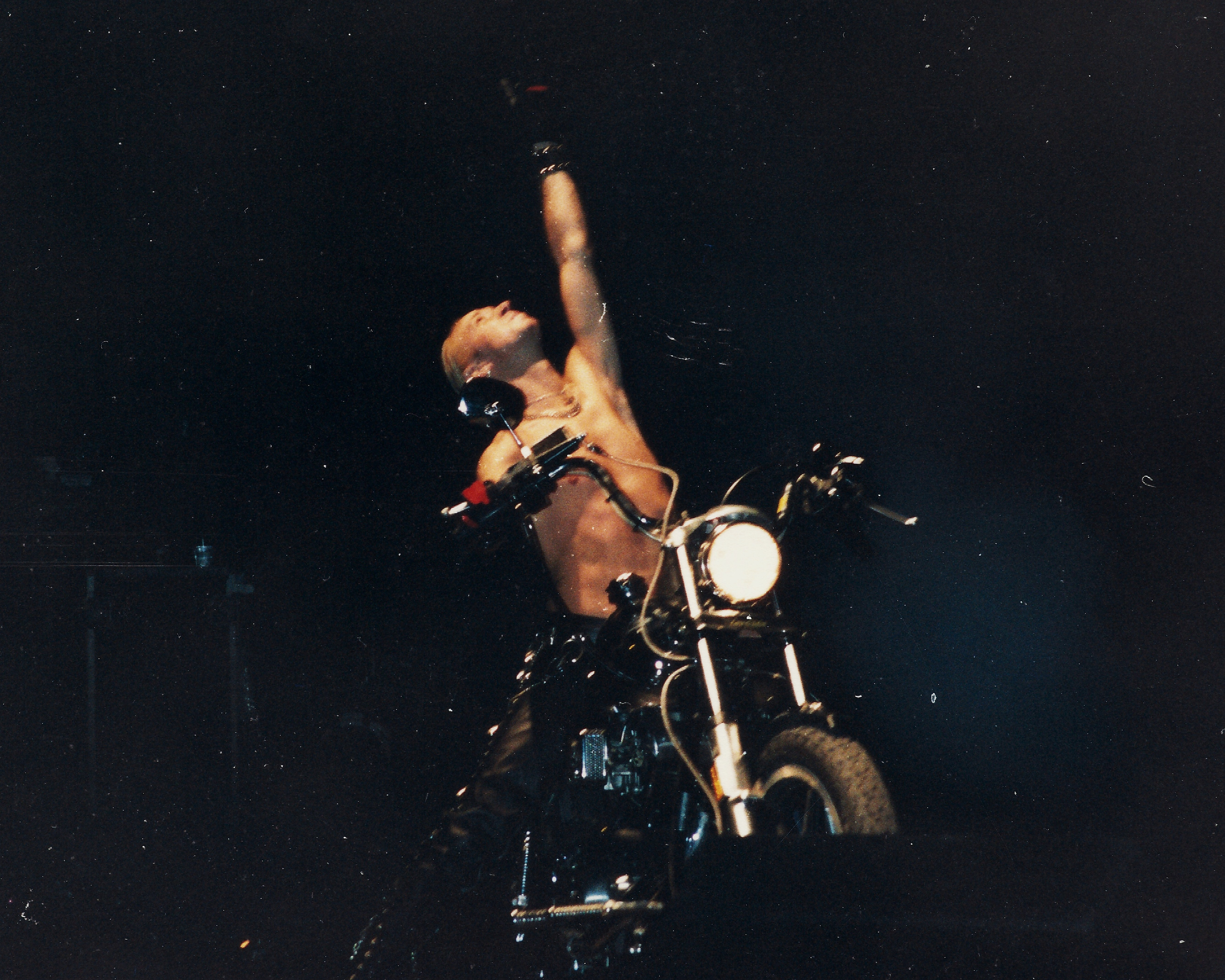
將哈雷機車騎上舞台的羅伯

之後陸續發行了1981年的《切入點》、1982年的《尖叫復仇》、1984年的《信仰捍衛者》、1986年的《渦輪》和1988年的《砸下去》，囊括多首受到電台熱播的經典歌曲。1990年9月3日，發行第十二張專輯《痛苦終結者》，獲金唱片認證。這張專輯除了〈邪惡之觸〉，其他曲目都削弱了80年代風格的合成器。隨著音樂風格發生變化，樂團的形象也有改變。羅伯刺上許多紋身，包括右手臂上的猶大祭司十字架，他也剃了光頭。
1991年8月，羅伯在多倫多的巡迴演出中受傷，他在舞台上騎著機車時，因被乾冰的煙霧掩藏，導致他沒看見鼓座後面的設備而猛力撞上。表演暫停數分鐘後，恢復知覺的羅伯繼續完成剩餘演出，最後才去醫院。貝斯手伊恩·希爾後來表示：「他一定很痛」。

### 退出猶大祭司
1991年7月4日，宣布將要離開猶大祭司，8月17日是他離開前最後的演出。9月，他組了自己的鞭擊金屬樂團戰鬥。他也針對唱片公司對樂團的限制而控告了Sony。由於合約上載明的義務，他到1992年5月才正式退出，失去主唱的猶大祭司立即陷入困境，沉寂數年，直到1997年獲得新主唱"開膛手"提姆·歐文斯才再度活動。在擔任猶大祭司主唱將近20年的時光中，羅伯錄製了12張錄音室專輯和2張現場專輯。

### 戰鬥、2wo和哈爾福德
1992年，羅伯開始帶領戰鬥的樂團活動。這支樂團的音樂風格和猶大祭司的傳統重金屬完全不同，它偏向後鞭擊金屬流派：蠱戮金屬。1993年發行了專輯《口水戰》、1995年發行《致命小空間》。
1996年，他與虛無唱片簽約，成立工業金屬樂團2wo。1997年，羅伯解散戰鬥。1998年，發行了2wo的專輯《偷窺》，因銷量不佳也宣告解散。
1999年，他成立以自己為名的樂團哈爾福德，並在隔年推出廣受好評的專輯《復活》。2002年，發行了《嚴酷考驗》，這兩張專輯都有意從傳統重金屬出發。

### 重返猶大祭司

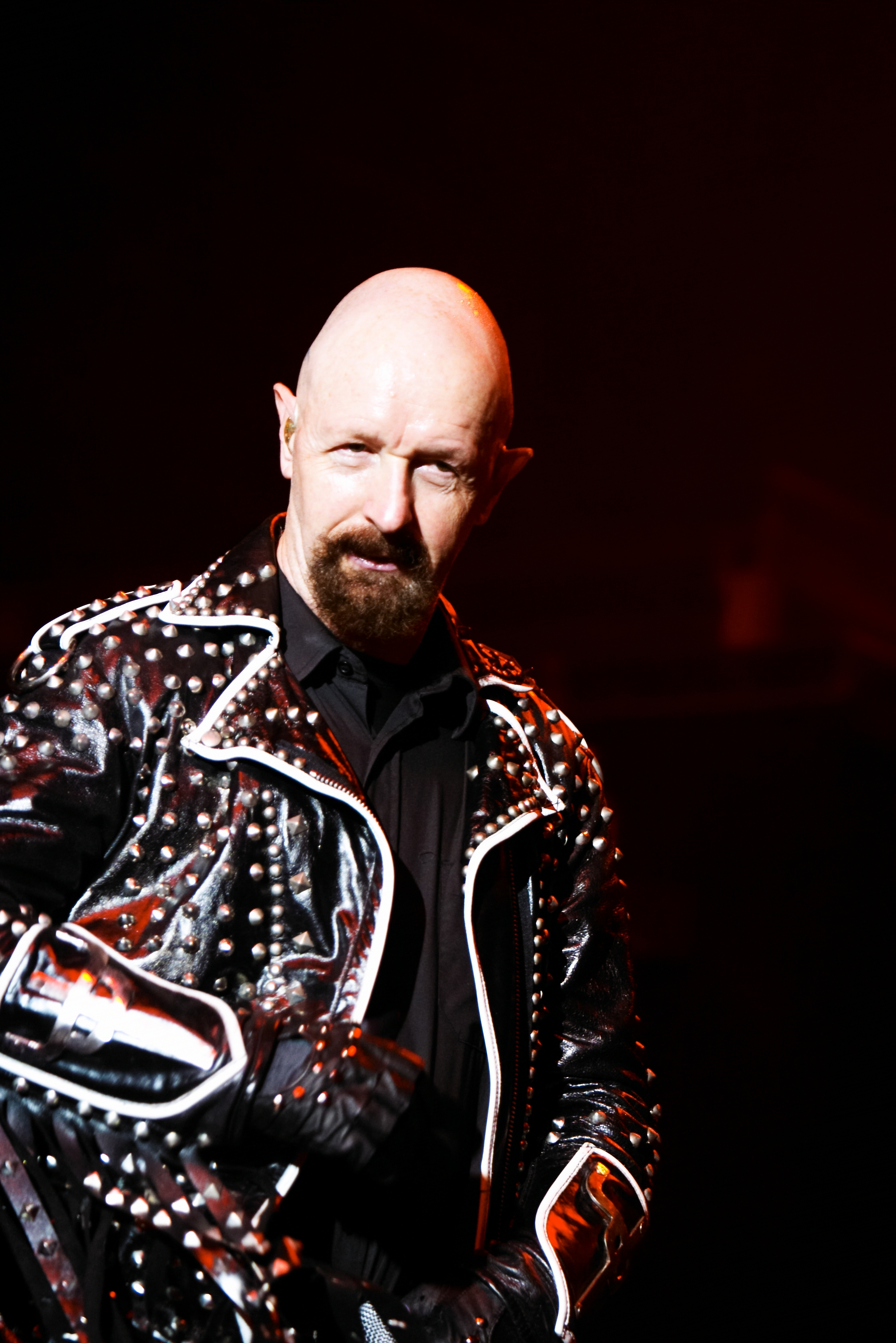
2004年的羅伯

2002年開始，流傳著羅伯將會回到猶大祭司的消息，當時猶大祭司已連續兩張專輯的市場反應不佳。經過十一年的分開，2003年7月，猶大祭司和羅伯·哈爾福德宣布重聚。
2005年3月1日，發行第十五張專輯《懲戒天使》，登上告示牌200大專輯榜第17名，是猶大祭司在美國前三高的名次。這張專輯被認為是樂團的成功回歸，他們照慣例展開全球宣傳巡演，Allmusic表示：「毫無疑問，金屬之神回來了」。
2008年，發行《諾斯特拉達姆士》。2009年，樂團獲得第52屆葛萊美獎「最佳金屬樂演奏獎」。2010年12月7日，猶大祭司宣布舉行告別巡演「墓誌銘世界巡迴」。之後，羅伯表示他的個人樂團仍會繼續活動。
2011年，猶大祭司的吉他手K. K. 唐寧退休，更換為年僅31歲的李奇·福克納。2013年，羅伯證實，墓誌銘世界巡迴不會是樂團最後一次的巡迴：「我們的齒輪又轉動了，特別是因為福克納的加入，我們突然意識到，現在有更多的機會」。
2014年7月8日，發行第十七張專輯《靈魂救贖》，登上告示牌200大專輯榜第1名，是猶大祭司成立以來在美國最高的名次。另外在捷克與芬蘭也登上第1名。新作品得到廣泛好評，被譽為是一張經典的猶大祭司專輯。About.com表示：「這張專輯有很多驚人的吉他獨奏，新的吉他手福克納似乎激勵了樂團，他的詞曲創作非常契合這支傳奇老牌樂團，猶大祭司像換了血一樣充滿活力。當然還有'金屬之神'羅伯·哈爾福德，年過六旬的他仍然能在關鍵時飆出高音」。

### 其他活動
1983年，羅伯在瑞士金屬樂團藏紅花的曲子〈準備烙印〉中獻聲。1984年，在美國金屬樂團碳鋼手術刀的曲子〈滑又快〉中獻聲。1986年，參與重金屬音樂人組成的慈善團體傾聽與援助。1992年，在美國金屬樂團醜小子喬的曲子〈該死的魔鬼〉、史奇洛的曲子〈交貨〉現場版中獻聲。同年，演唱了美國電影《吸血鬼猎人巴菲》的電影配樂曲〈黑暗之光〉。
1982年11月，羅伯支援黑色安息日的三場演出，當時因羅尼·詹姆斯·迪歐退出，東尼·艾歐密緊急請他擔任臨時主唱。2004年8月，也因奧茲·奧斯本支氣管發炎，再次支援黑色安息日的演出。
1993年，在德國金屬樂團性愛魔女的同名單曲中獻聲。1994年，在向黑色安息日致敬的合輯《黑暗降臨》中獻聲。
2000年，在美國搖滾樂團石器時代女王的曲子〈感受夏日的美好〉中獻聲。2002年，在美國電影《飄飄欲仙》中客串一角。也在美國搖滾樂團狂怒四號的專輯《那是你嗎？》中獻聲。
2008年初，羅伯透露想做一張黑金屬專輯，但擠不出時間。
2009年，他在PC單機遊戲《惡黑搖滾》中配音，其他參與配音的音樂人還有傑克·布萊克、麗泰·福特、摩托頭的萊米和奧茲·奧斯本。同年，他成立了自己的零售品牌「金屬之神服飾」。
2010年，在維珍移動的廣告中短暫客串。
2013年，在美國金屬樂團五指死拳的曲子〈拉我一把〉中獻聲，並在《左輪手槍雜誌》金神獎頒獎典禮上與他們同台共演。
2016年，在《另類新聞》音樂獎頒獎典禮上，與日本少女偶像團體／重金屬樂團BABYMETAL同台共演了〈痛苦終結者〉和〈打破法律〉。

## 個人生活
截至2012年，羅伯都住在美國亞利桑那州鳳凰城，他在聖地牙哥、阿姆斯特丹和沃爾索爾都有置產。
他雖然會多項樂器，例如口琴、鍵盤、吉他、貝斯和爵士鼓，但他認為自己演奏樂器的能力不足以上台表演。他在猶大祭司1974年發行的第一支單曲〈搖滾蘿拉〉中曾吹過口琴。
2010年，在美國汽車雜誌《汽車族》的採訪中，他透露到38歲時才考取了駕駛執照，儘管很少開車，還是買了多款經典車型。第一輛車是70年代買的雪佛蘭科爾維特，在樂團成名後，又陸續買了奧斯頓·馬丁 DBS、水星美洲獅和一輛裝有限量考斯沃斯渦輪增壓引擎的改裝賽車。目前開的是2006年的凱迪拉克DTS。他說：「我很愛車，如果我是億萬富翁，我會把法拉利和藍寶堅尼塞滿車庫，但我不是。我想是因為我出身於工薪家庭，我很難接受奢侈的物質生活。平常我是不戴首飾的，也不穿華貴的衣服，即使我成功了、有一些現金了。我認為這只是工人階級倫理的一部分」。
羅伯在每次演唱會結束時都會煽動樂迷高喊：「讓金屬永生！」。他說，很多樂團都會這樣，「金屬樂是一個共同體」。

### 性取向
1998年，在MTV的採訪中表明自己的同性戀傾向。「基於重金屬是講求男子氣概與英雄主義的音樂，為了做個稱職的主唱，我隱瞞了很久，這給我帶來極端的抑鬱和孤立感，導致我酗酒和吸毒」。1986年1月6日，他下定決心戒毒戒酒。
他也告訴《蒙特婁憲報》：「原本以為金屬樂迷會疏遠我。但我收到來自世界各地令人難以置信的寬容回應，很多人支持我出櫃。金屬樂迷都一樣，他們富有同情心和愛心，這讓我如釋重負，感覺好多了」。他成為重金屬音樂界中，第一個公開同性戀身分的歌手。
在美國雜誌《倡导》主編的採訪中，羅伯卸下以往的金屬硬派形象、泣不成聲。他表示：「出櫃是一個美妙的時刻，我做到了，我終於釋放了自己，這感覺真的很好。特別感謝《倡导》，因為這麼多年來，這本雜誌帶給我很多安慰。顯然，對我來說這是個美好的一天」。

### 時尚革新

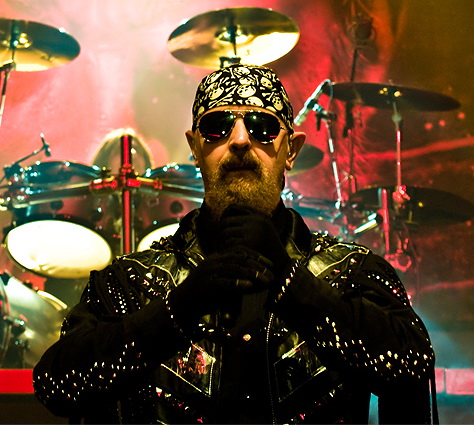
黑色皮革與金屬鉚釘是羅伯的招牌形象

除了聲音，羅伯顯著的服飾風格也革新、並定義了重金屬時尚。在70年代初期，金屬樂團幾乎都穿嬉皮風格的服飾，例如鮮豔襯衫、毛衣和高腰喇叭褲等。1978年，羅伯與猶大祭司的成員們開始穿起完全不同的服飾：打上金屬鉚釘的皮衣、皮褲、皮手套、手環、腰帶、護腿、皮靴和鎖鏈，就連吉他背帶也打上滿滿的鉚釘。因銜接上講究陽剛氣息的英國重金屬新浪潮，這種全黑的皮革／金屬裝扮成為展現男子氣概的典範，也是重金屬音樂最根深蒂固的象徵。
羅伯首先將哈雷機車騎上舞台，將重機騎士的硬派風格導入重金屬音樂。他也時常戴上警帽和墨鏡、手持皮鞭、在腰際掛著手銬，將S&M風格導入重金屬的服飾風潮中。很快的，其他樂團紛紛效仿猶大祭司的穿著，例如鐵娘子第三任主唱保羅·迪安諾，他也開始穿上皮夾克和鉚釘手環。這在80年代初引發了一場金屬樂復興，猶大祭司的音樂與形象都一躍成名。英國重金屬新浪潮、死亡金屬、鞭擊金屬與挪威早期的黑金屬，都開始借鑒羅伯的服裝風格。
2009年，羅伯在採訪中說起這段緣故：「這是出於我們的試驗。我記得在寫〈末路狂飆〉這首歌的時候，腦海中整個形象就出來了，我們想把機車騎上舞台。照理講，如果我要騎重機演唱，就該穿件重機外套才合適。當時我們正在發展更響亮、躁進和侵略性的音樂，但是外表還沒有到位。我上台前都會看著鏡中的自己，於是拿起夾克和背心，把能找到的鉚釘全用上了。最後，我們看來起終於像自己做的音樂了。很快的，樂迷也選擇穿這種服裝，成為它代表的形象。一路走來就是這麼奇妙」。
他也向音樂幕後節目表示，突然在表演中配戴一些S&M飾品，是巡演到倫敦蘇荷區時逛街產生的靈感。同時，這樣能在隱瞞性取向的極度焦慮中，找到一個宣洩的出口。他個人的焦慮與反抗也體現在一些猶大祭司的歌曲中，例如〈差別待遇〉和〈痛與樂〉。

## 演唱風格與影響力
羅伯擁有驚人的歌聲，可以橫跨五個八度音，其高亢、尖亮、乾烈的歌聲，與眾不同且辨識度極高，並影響了力量金屬與黑腔的發展。他開創了具有驚人力量的歌唱技巧，與羅尼·詹姆斯·迪歐和布魯斯·迪金森都是歌劇式唱腔的先驅，他們的技巧後來被力量金屬主唱與許多搖滾歌手採用。他常遊走於低音咆哮、顫音、假音到刺耳的高聲尖叫之間，並且毫不費力的轉換腔調。
他說：「我注意到，我唱的時間越長，聲音就會變得更強。這是好事，因為正常來說，唱越久聲音就會越弱。人的聲音來自聲帶、軟骨和肌肉，我認為歌手要能善用技巧，知道什麼該做什麼不該做，並且要了解應該如何善待自己的聲音」。他保養的祕訣是不抽菸也不喝酒，他自豪的說：「我很早就戒了菸酒，我的清醒已經保持了三十年。我做了對的選擇，因為當你喝太多、玩太多派對，絕對會傷害到你的身體，包括你的聲音」。他的另一項祕訣是在吉他獨奏時喝杯溫熱水，裡頭加了點檸檬和蜂蜜。他說：「當表演到吉他秀時，我寧可大家關注葛倫或K.K.，而不是看我像個白癡跳來跳去，所以我一般都會抓時間去喝熱呼呼的蜂蜜檸檬水。整場演出下來，我可以喝掉整整一加侖」。

## 音樂作品
| 猶大祭司 - 搖滾蘿拉（1974年9月6日） - 命運之翼（1976年3月23日） - 罪後罪（1977年4月8日） - 玷汙的階層（1978年2月10日） - 殺戮機器（1978年10月9日） - 不列顛鋼片（1980年4月14日） - 切入點（1981年2月26日） - 尖叫復仇（1982年7月17日） - 信仰捍衛者（1984年1月4日） - 渦輪（1986年4月14日） - 砸下去（1988年5月17日） - 痛苦終結者（1990年9月3日） - 懲戒天使（2005年3月1日） - 諾斯特拉達姆士（2008年6月17日） - 靈魂救贖（2014年7月8日） | 戰鬥 - 口水戰（1993年9月14日） - 突變（1994年7月12日） - 致命小空間（1995年4月18日） - K5 – 口水戰試聽帶（2008年1月8日） 2wo - 偷窺（1998年3月10日） 哈爾福德 - 復活（2000年8月8日） - 暴動現場（2001年4月17日） - 嚴酷考驗（2002年6月25日） - 哈爾福德三部曲: 冬歌（2009年11月9日） - 哈爾福德四部曲: 金屬製品（2010年9月27日） - 安那翰現場（2010年） |

## 外部連結
- 羅伯·哈爾福德官方網站
- 羅伯·哈爾福德的Facebook專頁
- 羅伯·哈爾福德的Instagram帳戶